# Список персонажів мультсеріалу «Качині історії» (2017)
Наведений нижче список є переліком персонажів американського анімаційного серіалу «Качині історії» 2017 року.

## Головні протагоністи

Головні герої мультсеріалу

- Скрудж МакДак — старий качур-скнара родом з Шотландії. Найбагатший качур світу. На початку серіалу повідомляє, що «вже відійшов від справ». За все своє життя нажив багато ворогів, таких як брати Барбоси, Хапун і Магіка. Найбільше зі своїх речей цінує перші зароблені 10 центів, котрі він заробив ще хлопцем у Британії. До трійнят спершу ставиться погано, але потім починає вважати їх родиною і розуміє, що вони його квиток до пригод. Перша Поява: «Woo-oo!»[1]

- Крячик, Квачик та Кручик — внучаті племінники Скруджа та племінники Дональда Дака. Перша Поява: «Woo-oo!»[1]

- - Крячик — найрозумніший з трьох, також прагне бути лідером частіше, ніж Квачик. Любить, щоб все було за правилами й продумано на перед. Завжди намагається усіх розвеселити. Свято вірить всьому, що написано в енциклопедії Юних Мандрівників, через що в нього часто бувають суперечки з Пір'їнкою.
  - Квачик — лідер тріо. Любить спорт та пригоди. Весь час шукає підказки про те, де зникла його мати, в чому йому допомагає Пір'їнка. Вважає себе кращим за своїх братів. Любить похвалитися своїми вміннями, що не часто приводить до добра. Улюбленець Скруджа.
  - Кручик — найбільш творчий, мислитель цієї компанії. Дуже лінивий, боягузливий і цинічний. Його лінь часто створює багато проблем для нього і для інших. Любить витрачати гроші свого дядька Скруджа. Завжди всім лестить, коли йому щось від них потрібно.

- Дональд Дак — дядько племінників і племінник Скруджа. Раніше разом зі Скруджем і своєю сестрою Деллою ішов на зустріч пригодам, але після невідомого інциденту, пов'язаного з Деллою, навіть не спілкувався з МакДаком. Є повною протилежністю свого везучого кузена Фартовія. Дуже любить своїх племінників і завжди їх оберігає. Не має роботи та живе на човні в басейні Скруджа. Перша Поява: «Woo-oo!»[1]

- Делла Дак — мати трьох каченят (Кручика, Квачика та Крячика), сестра Дональда та племінниця Скруджа. Раніше разом зі Скруджем і своїм братом Дональдом йшла на зустріч пригодам, але після аварії у космосі, не бачилася з ними понад 10 років. Перебуваючи на місяці, познайомилася з «Місячним Кліщем» та мешканцями Місяцю. Вижила на супутнику за допомогою кисневої гумки Гвинта. За допомогою мешканців Місяцю повернулася на Землю до своєї сім'ї. Пізніше живе у маєтку Скруджа разом зі своїми дітьми. Любить своїх дітей та піклується про них. Полюбляє мандрувати разом зі своєю ріднею. Перша Поява: «The Shadow War!»

- Пір'їнка Вандеркряк — онучка пані Крякви. Шанувальниця родини МакДаків. Багато років не виходила з маєтку і тому не пристосована до зовнішнього світу. Добре володіє бойовими мистецтвами та здатна відлупцювати Крячика, Квачика та Кручика разом взятих. Любить пригоди та небезпеки. Допомагає Квачикові з пошуками його мами. Ховає в себе в кімнаті книгу темних заклинань. Перша Поява: «Woo-oo!»[1]

- Форсаж МакКряк — пілот та водій Скруджа, який завжди невдало приземляється і невдало паркується. Дуже сміливий та відважний, але занадто наївний та неуважний, щоб когось врятувати. Фанат серіалу «Темний плащ». Перша Поява: «Woo-oo!»[1]

- Пані Кряква — домогосподарка в маєтку Скруджа. Дуже відповідальна та дбайлива. Довгий час не випускала Пір'їнку з маєтку. Також навчала її майстерності шпигунства. Спершу вважала Дональда безвідповідальним та незграбним дурником, але потім змінила свою думку. Недолюблює Дакворта за його нахабний характер. Колишній спецагент 22. Перша Поява: «Woo-oo!»[1]

## Другорядні протагоністи
- Дворецький Дакворд — дворецький в маєтку Скруджа. Помер до початку серіалу, але повернувся у вигляді привида, коли його випадково прикликав один з Барбосів. Нахабно ставиться до пані Крякви, вважаючи себе кращим за неї у своїй справі. За словами багатьох персонажів є найкращим організатором свят. Перша Поява: «McMystery at McDuck McManor!»[2]

- Гвинт Недокрут — головний винахідник компанії МакДака. Зверхньо та нахабно ставиться до всіх окрім свого боса. Майже всі його винаходи стають злими та намагаються вбити самого Гвинта і всіх кого побачать. Не дивлячись на жорстокість своїх роботів, Гвинт завжди виправдовує їх. Єдиний злий робот, якого він приборкав — Лампик. Перша Поява: «The Great Dime Chase!»[3]

- Ліна Ле Стрендж — племінниця Магіки фон Чварен і найкраща подруга Пір'їнки. На відміну від своєї тітки, Ліна не любить магію і нікому не бажає зла, але вона знаходиться у Магіки в полоні й тому мусить виконувати всі її доручення. Розривається між дружбою з Пір'їнкою та допомогою своїй тітці. В кінці першого сезону виявляється, що Ліна це тінь Магіки, котру та оживила, щоб використовувати як маріонетку. Перша Поява: «The Beagle Birthday Massacre!»[4]

- Фартовій — кузен Дональда і племінник Скруджа. Є дуже везучим і завжди цим вихваляється, через що Дональд і Скрудж його дуже не люблять. Повна протилежність свого кузена. Якийсь час був у полоні духа везіння Ліо Хая. Кумир Кручика. Перша Поява: «The House of the Lucky Gander!»[5]

- Кучер Дак — дивакуватий кузен Дональда та працівник підводної лабораторії, збудованої Скруджем багато років тому. Єдиний працівник та житель лабораторії. Спершу був кумиром Крячика, доки той не дізнавсь, що Кучер — не вчений. В кінці серії, в якій і з'явився, вирішив таки стати справжнім вченим. Перша Поява: «The Depths of Cousin Fethry!»[6]

- Фентон Тріщун/РобоКачур — стажист в компанії МакДака, який працює на Гвинта Недокрута. Весь час намагається проявити себе, але лише отримує у свій адрес образи від Гвинта. В одній з серій одягає нову розробку Недокрута і стає супергероєм РобоКачурем. Спершу використовує костюм у своїх цілях, та потім розуміє, що може стати героєм і врятувати все місто. Перша Поява: «Beware the B.U.D.D.Y. System!»[7]

- Мама Тріщун — мати Фентона та офіцер поліції. Завжди підтримує свого сина, до чого б той не взявся. Любить латинські серіали. Перша Поява: «Who is GizmoDuck?!»[8]

- Златка Огріш — колишня коханка, бізнес-партнер, а пізніше і суперниця Скруджа. Не дивлячись на почуття МакДака, вона завжди його зраджує, щоб не ділитися з ним золотом. Але іноді готова допомогти Скруджу в фінансових проблемах. Володіє амулетом Око Демогоргони, котрий захищає від високих температур. Перша Поява: «The Golden Lagoon of White Agony Plains!»[9]

- Дауні МакДак — мати Скруджа. Типова бабуся, яка дуже любить усіх обіймати та нагодовувати. Разом зі своїм чоловіком стала безсмертною, через те, що Скрудж подарував їм магічні кристали друїдів. Перша Поява: «The Secret(s) of Castle McDuck!»[10]

- Ферґюс МакДак — батько Скруджа. Дуже суворий та буркотливий. Часто принижує й ображає свого сина, але саме він підіслав чолов'ягу, який дав Скруджу американський десятицентник, щоб той повірив у власні сили. Став безсмертним, як і його жінка. Перша Поява: «The Secret(s) of Castle McDuck!»[10]

- Пані Крякфастер — божевільна бібліотекарка в сховищі Скруджа. Зберігає усі секрети клану МакДак. Занадто добре виконує свою роботу і навіть готова вбити непроханих гостей. Перша Поява: «The Great Dime Chase!»[11]

- Хосе Каріока — зелений папуга, друг Дональда родом з Латинської Америки. Входив до групи «Три Кабальєро» разом з Дональдом та Панчіто. Брехав своїм друзям, що працює в дорогій туристичній агенції, але потім, як і вони, зізнався в брехні. Старається завжди говорити та поводитися дуже вишукано. Його парасоля одночасно є і сопілкою. Перша Поява: «The Town Where Everyone Was Nice!»[12]

- Панчіто Пістолес — червоний птах, друг Дональда з Латинської Америки. Колись разом з Дональдом та Хосе входив до групи «Три Кабальєро». Брехав своїм друзям, що є відомим музикантом, але потім в усьому зізнався. Завжди носить з собою гітару та два телефони. Перша Поява: «The Town Where Everyone Was Nice!»[12]

- Духи Різдва — троє духів, що можуть подорожувати у часі. Перша Поява: «Last Christmas!»[13]

- Дух Давнього Різдва — маленький Дух Різдва, що схожий на світляка. Подорожує у часі за допомогою парасолі. Застряг у минулому через те, що намагався залишити там Скруджа, після чого став монстром, але був повернений у норму МакДаком.
- Дух Нинішнього Різдва — Дух Різдва, що схожий на товстого свина. Носить зелений костюм, який нагадує костюм Санта-Клауса. Недалекий, самовпевнений та заздрісний.
- Дух Майбутнього Різдва — Дух Різдва, що схожий на смерть з косою. Ніколи не говорить. Хоч він і виглядає страхітливо, насправді є мирним та спокійним.
- Вайлет Цаплекрил — дівчинка птах, що цікавиться магією та усім містичним. Пізніше, через спільні захоплення, познайомилася з Пір'їнкою, а під час «Піжамної Вечірки» остаточно подружилася з нею. У перший день знайомства з Пір'їнкою, випадково, разом з нею, звільнила Ліну з царства тіней. Серед батьків у неї два татусі. Перша Поява: «Friendship Hates Magic!»[14]

- Фаріз Джин — пес мандрівник зі шляхетного роду. Мандрує в пошуках сімейних реліквій, серед яких — славетна лампа Джина. Перша Поява: «Treasure of the Found Lamp!»[15]

## Головні антагоністи
- Магіка фон Чварен — головний антагоніст першого сезону та найзапекліший ворог МакДака. Могутня чаклунка, що з'являється у вигляді тіні своєї племінниці. Намагається здобути першу монету Скруджа, щоб збільшити свої сили. Магіка ненавидить МакДака і весь його рід, бо саме Скрудж винен у тому, що чаклунка втратила тілесний образ. Знає усю на світі магію, заклинання та магічні предмети. Перша Поява: «The Beagle Birthday Massacre!»[4]

- Хапун Дерихвіст — другий найбагатший качур у світі. Головний суперник Скруджа. Набагато жорстокіший останнього, але також щедріший за нього. Весь час намагається обійти МакДака, а то і вбити його. Іноді може об'єднатися зі своїм ворогом заради особистої вигоди. Перша Поява: «Woo-oo!»[1]

- Родина Барбосів — родина біглів-злодіїв.

- Марк Дзьоб — сірий папуга, молодий багатій, котрого не хвилюють гроші, адже його хвилюють вподобайки та репости. Власник компанії «Ковиляка». Часто краде чужі винаходи та називає їх своїми (Лампик, РобоКачур). Весь час насміхається над Скруджем та Недокрутом, чим дуже їх дратує. Відсилає собою до Марка Цукерберга. Перша Поява: «The Infernal Internship of Mark Beaks!»[16]

- Генерал Місячус — місячанин, головний антагоніст другого сезону. Мріяв потрапити на Землю та захопити її. Дослідив абсолютно всі слабкі місця Скруджа, щоб останній не зміг завадити йому. Скористався довірливістю Делли і отримав креслення її космічного апарата. Місяць вважає планетою. Перша поява: «What Ever Happened to Della Duck?!»[17]

- Бредфорд Жмикрут — падальник, колишній агент організації S.H.U.S.H., засновник і лідер організації F.O.W.L., а також головний виконавчий директор у компанії МакДака. Він є головним антагоністом усього серіалу. Будучи агентом S.H.U.S.H., марно намагався переконати Людвига фон Дрейка у необхідності тотального контролю над світом, аби вберегти його від потенційних загроз. Після відмови з боку Дрейка він об'єднався з лиходійкою на ім'я Чорногус і створив організацію F.O.W.L.. Впродовж багатьох років намагався контролювати Скруджа і запобігати жахливим наслідкам його пригод. Саме Бредфорд винен у смерті Дакворда та зникненні Делли Дак. Створив собі двох клонів — Бентлі і Буфорда, для підстраховки. Перша поява: «Woo-oo!»[1]

## Другорядні антагоністи
- Орла Розсікайсон — ніндзя-найманка, котру найняв Хапун для викрадення кристалу Атлантиди. Користується лише холодною зброєю. Перша Поява: «Woo-oo!»[1]

- Капітан Гачко — привид пірата-орла, котрого колись перемогли Скрудж, Дональд та Делла. Перша Поява: «Woo-oo!»[1]

- Жаба Ліо Хай — дух везіння та шансу. Виглядає як товста зелена жаба в зеленому одязі. Якийсь час утримував у полоні Фартовія, щоб харчуватися його везінням. Перша Поява: «The House of The Lucky Gander!»[5]

- Лампик — маленький, але жорстокий та агресивний лампоголовий робот, створений Гвинтом. Здатен за лічені секунди збудувати собі велетенське тіло. Ненавидить, коли яких-небудь роботів ображають. Коли він злиться, то починає світитися червоним. Перша Поява: «The Great Dime Chase!»[11]

- Сокіл Гроза — найманець, котрого найняв Марк Дзьоб, щоб розіграти власне викрадення. Після того, як Гроза дізнався правду, намагався вбити Дзьоба. Перша Поява: «The Infernal Internship of Mark Beaks!»[18]

- Тот-Ра — мумія сокола-фараона. Віками був лише маріонеткою, від імені якої правив його онук, та потім був розчаклований. Володіє могутньою силою, лазерним поглядом та здатністю розмовляти зі скарабеями. Перша Поява: «The Living Mummies of Toth-Ra!»[19]

- Шипшинка і Ожинка — рожева та фіолетова поні (пародія на «Дружба — це диво»). Живуть на полі для гольфу друїдів. Намагалися заманити героїв на спину, щоб потім втопити. Перша Поява: «The Missing Links of Moorshire!»[20]

- Пончик — агресивний багатий хлопчина з зайвою вагою. Тримав у полоні Кручика. Зробив своїх батьків слугами, коли отримав величезний спадок від бабусі. Перша Поява: «Day of the Only Child!»[21]

- Чорногус — агентка злочинної організації Г.О.Р.Е. Намагалася викрасти рецепт стрибучого зілля Ведмедиків Ґаммі. Після провалу операції втекла. В минулому саме вона створила Пір'їнку та двох її клонів. Перша Поява: «From the Confidential Casefiles of Agent 22!»[22]

- Небесні Пірати. Перша Поява: «Sky Pirates…in the Sky!»[23]

- - Дон Іклань — жорстокий та кровожерливий капітан Небесних Піратів. Разом зі своєю бандою собак-пілотів атакує всі торгові літаки, супроводжуючи це співом і танцями. Усіх, хто критикує його повітряний виступ, він вбиває, через що навіть команда його боїться.
  - Трилапа — рудоволоса низькоросла дівчина-пірат, в якої замість лівої ноги металевий протез. Має доволі жорсткий, але спокійний характер. Весь час губить свій капелюх.
  - Стражко — худий пес в блакитній безрукавці. Завжди бажає якось виділитися, але Дон Іклань не дозволяє йому це робити.
  - Бранко — мускулистий пес в блакитній бандані. Любить перераховувати вкрадені гроші.
  - Одноока — одноока дівчина-пірат. Сестра Паштета.
  - Паштет — худий пес в червоній бандані. Брат Одноокої Лінди.
  - Пушинка — мускулиста дівчина-пірат. Любить балет.
- Лейтенант Затьмара — помічниця генерала Місячуса. Познайомившись з Деллою, мала погану думку про неї, але під час битви з «Місяце-кліщем» взагалі зненавиділа її, проте змінила свою думку, після промови Місячуса щодо заволодіння Землею. Гарно володіє зброєю. Перша Поява: «What Ever Happened to Della Duck?!»[24]

- Ластівочка — агент злочинної організації F.O.W.L. а також вчена «Без зобов'язань». Хитра та непередбачувана. Справді розуміється на науці та зробила кілька винаходів. Перша Поява: «The Dangerous Chemistry of Gandra Dee!»[25]

### Родина Барбосів
- Ма Барбос — мати братів Барбосів. Сама жадібна й агресивна з сімейки. Давно знайома зі Скруджем і знає, що краще з ним не зв'язуватися, аби не потрапити до в'язниці. Вважає своїх синів ідіотами, але все одно їх любить і каже, що майбутнє Крякбурга за ними. Перша Поява: «Daytrip of Doom!»[26]

- -     - Біґтайм Барбос — низький бігль. Головний у трійці. Весь час вигадує божевільні ідеї, котрі завжди провалюються. Часто б'є своїх братів за невдачі.
    - Бургер Барбос — худий бігль. Погано говорить, тому часто просто гарчить або мичить.
    - Бункер Барбос — кремезний бігль. Мускули команди. Іноді може здатися тупим та агресивним, але насправді дуже добродушний.

  - Стильні Міщани — трійця Барбосів в одязі та зі зброєю янкі. Перша Поява: «The Beagle Birthday Massacre!»[4]

- - Французики — трійця Барбосів-французів, котрі б'ються багетами. Перша Поява: «The Beagle Birthday Massacre!»[4]

- - Злюки з 6-ї авеню — трійця злих та вульгарних Барбосів-злюк. Перша Поява: «The Beagle Birthday Massacre!»[4]

- -     - Боксер Барбос — мускулистий бігль в боксерських рукавичках та маленькому капелюсі.

  - Добряки з 6-ї авеню — трійця добрих та вихованих Барбосів-добряків.

Перша Поява: «The Beagle Birthday Massacre!»
- - Спортивні такіто — трійця спортивних Барбосів-лонгбордистів. Також вони анархісти. Перша Поява: «The Beagle Birthday Massacre!»[4]

- - Блазні — тріо Барбосів-блазнів. Спілкуються свистом. Можливо Ма їх усиновила. Перша Поява: «The Beagle Birthday Massacre!»[4]

- -     - Ходак — бігль на ходулях і в циліндрі.
    - Силач — сильний бігль в костюмі шута з намальованим лицем на потилиці.
    - Акробат — бігль-акробат в чорному трико.

  - Гидкі невдахи — трійця наївних та недалеких Барбосів-невдах. Перша Поява: «The Beagle Birthday Massacre!»[4]

- -     - Ботчед-Джоб Барбос — товстий високий бігль.
    - Банґл Барбос — маленький кучерявий бігль у светрі.
    - Боттл Барбос — худий бігль без маски з довгим світлим волоссям, під яким ховаються великі блакитні очі. Носить на пальцях пляшки.

  - Блек Арт Барбос — майстер темної магії. Носить чорний одяг з плащем. Ходив до школи магів, але так нічому путньому і не навчився. Повернув з того світу Дакворта. Перша Поява: «McMystery at McDuck McManor!»[2]

- - Дідусь Барбос — покійний бігль, котрий колись заволодів правами на місто Крякбург, але потім їх у нього видурив МакДак. Перша Поява: «Last Christmas!»[13]

- - Команда Дідуся — Барбоси, з якими Дідусь Барбос грабував місто. Перша Поява: «Last Christmas!»[13]

- -     - Банкір Барбос — великий мускулистий бігль з довгим підборіддям
    - Бейбіфейс Барбос — маленький на зріст бігль, який часто поводиться й одягається як дитина.
    - Баґл Барбос — худорлявий бігль, що любить джаз та диско.